# Баррі Гарріс
Ба́ррі Дойл Га́рріс (англ. Barry Doyle Harris; 15 грудня 1929, Детройт, Мічиган — 8 грудня 2021) — американський джазовий піаніст, композитор і викладач.

## Біографія
Народився 15 грудня 1929 року в Детройті, штат Мічиган. Його мати грала на фортепіано в церкві і давала уроки з 4 років. У 1946 році грав в джазовому бенді в любительському шоу. Зазнав сильного впливу Чарлі Паркера, Бада Павелла і Телоніуса Монка.
Грав у штатному гурті в клубі Bluebird в Детройті, де акомпанував Майлзу Девіса, Сонні Стітту, Максу Роучу, Теду Джонсу, Ворделлу Грею та ін. Також грав у клубі Rouge Lounge з Лі Конітцем, Лестером Янгом та ін. З 1956 року займався викладацькою діяльнінстю, сформувавши власну теорію інструкцій бібопу. У 1956 році недовго грав з Максом Роучем. У 1960 році залишив Дейтройт з Кеннонболлом Еддерлі і оселився у Нью-Йорку. У 1958 році випустив свій дебютний альбом Breakin' It Up на лейблі Argo, записаний в складі тріо з басистом Вільямом Остіном і ударником Френком Гантом.
З початку 1960-х очолював власне тріо та квінтет. На початку 1960-х грав з Юсефом Латіфом, Коулменом Гокінсом (1965—69), Чарльзом Макферсоном (1960-ті), Латіфом (1970-ті). Наприкінці 1960-х та 1970-х очолював різні дуети в барах та ресторанах Нью-Йорка. Написав аранжування до шести композицій для струнних для концерту Чарльза Макферсона в Детройті в 1974 році. У 1975 році виступив сольно на джазовому фестивалі у Нью-Йорку. Часто виступав зі степістом Джимом Слайдом.
У 1982 році заснував Культурний центр джазу, школу і концертний зал, де він викладав до його закриття у 1987 році. Він продовжив викладати на майстер-класах, особливо популярних серед молодих музикантів.
Автор композицій: «Luminescence», «Like This!», «Nicaragua», «Even Steven», «Just as Though You Were There», «Nascimento».

## Дискографія
- Breakin' It Up (Argo, 1958)
- Barry Harris at the Jazz Workshop (Riverside, 1960)
- Preminado (Riverside, 1961)
- Listen to Barry Harris (Riverside, 1961)
- Newer Than New (Riverside, 1961)
- Chasin' the Bird (Riverside, 1962)
- Luminescence! (Prestige, 1967)
- Bull's Eye! (Prestige, 1968)
- Magnificent! (Prestige, 1969)